# Xenerpestes
Xenerpestes is een geslacht van zangvogels uit de familie ovenvogels (Furnariidae).

## Soorten
Het geslacht kent de volgende soorten:
- Xenerpestes minlosi – Bandgrijsstaart
- Xenerpestes singularis – Streepkopgrijsstaart